# Chaîne de l'Arakan
Pour les articles homonymes, voir Arakan.
 (juin 2008).
Améliorez-le ou discutez des points à vérifier. 
La chaîne de l'Arakan, en birman Arakan Yoma, est un arc montagneux de l'ouest de la Birmanie et l'est de l'Inde.

## Situation, topographie

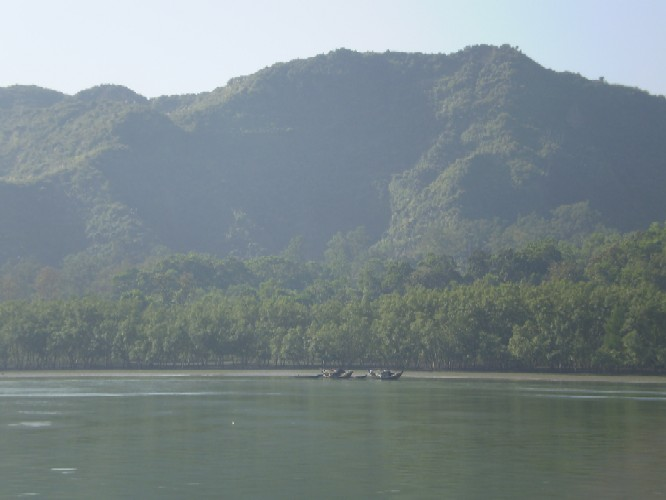
Vue de la chaîne de l'Arakan depuis le fleuve Naf.

La chaîne d'Arakan fait partie de la chaîne de montagne formée de six groupes de pics coniques, de pentes raides et de vallées profondes. Cette longue chaîne est constituée, du nord au sud, du plateau tibétain, dans sa partie indienne du Patkai dans l'Arunachal Pradesh, des Naga Hills au Nagaland, des Chin Hills, des Lushaï Hills du Mizoram et enfin, le plus au sud, la chaîne de l'Arakan. Le Purvachal forme un arc dont la courbure est orientée vers le nord-ouest, et les Garo-Khasi-Jaintia du Meghalaya forment la flèche prête à être décochée.
Elle s'étend sur la côte de l'État d'Arakan en Birmanie, sur 400 km de long.
Elle constitue la limite ouest de la grande plaine centrale du pays (bassin de l’Irrawaddy).
La chaîne sépare la côte de l'Arakan du reste de la Birmanie. Son point culminant dans ce pays est le mont Victoria (3 070 m).

### Géologie
Cette chaîne est issue du même processus qui a fait naître l'Himalaya, mais elle est moins haute que les autres montagnes qui forment avec elle l'arc qui rejoint l'Himalaya.